# Phrudus monilicornis
Phrudus monilicornis är en stekelart som beskrevs av Bridgman 1886. Phrudus monilicornis ingår i släktet Phrudus och familjen brokparasitsteklar. Arten är reproducerande i Sverige. Inga underarter finns listade i Catalogue of Life.